# Уилан, Ричард Винсент
Ричард Винсент Уилан (англ. Richard Vincent Whelan; 28 января 1809, Балтимор, штат Мэриленд, США — 7 июля 1874, там же) —  прелат Римско-католической церкви, 1-й епископ Уилинга, 2-й епископ Ричмонда, участник Первого Ватиканского собора.
Основатель структур Римско-католической церкви в штате Западная Виргиния. Его имя присвоено одному из корпусов Уилингского иезуитского университета, основанного в 1955 году.

## Биография
Ричард Винсент Уилан родился в Балтиморе, в штате Мэриленд 28 января 1809 года. В 1826 году с отличием окончил колледж Маунт Сент-Мэри в Эммитсбурге. Богословское образование получил в семинарии святого Сульпиция в Париже. 1 мая 1831 года в Версале был рукоположен в священники для епархии Ричмонда.
По возвращении в США был назначен клириком прихода в городе Харперс-Ферри на западе штата Виргиния, а также управляющим делами колледжа Маунт Сент-Мэри. Трудился на миссиях в Мартинсберге, Винчестере и Бате (ныне Беркли-Спрингс). Совершал пастырские визиты в дома католиков, не имевших возможности присутствовать на богослужении в храмах из-за дальнего расстояния.
19 декабря 1840 года Папа Григорий XVI назначил его епископом Ричмонда в штате Виргиния. Хиротония состоялась 21 марта 1841 года в Балтиморе; основным консекратором был архиепископ Самуэль Экклстон, которому сослужили епископы Бенедикт Джозеф Фенвик и Джон Джозеф Хьюз. В то время на территории его епархии были сильны анти-католические настроения, подогреваемые Американской партией невежд. До назначения Ричарда Винсента Уилана, который стал вторым епископом Ричмонда, кафедра в течение десяти лет оставалась вакантной. В епархии служили только шесть клириков.
Новый епископ обратился за помощью к миссионерским обществам во Франции и Австрии. В своей резиденции на окраине Ричмонда он основал семинарский колледж. Педагогическую деятельность чередовал с миссионерскими поездками в отдаленные районы своей епархии. Он также основал несколько приходов и миссий, открыл несколько школ.
В 1848 году Ричард Винсент Уилан обратился ко Святому Престолу с просьбой выделить из его епархии территорию ограниченную Аллеганскими горами. Просьба епископа была удовлетворена. Таким образом, 19 июля 1850 года была учреждена епархия Уилинга, а 23 июля того же года Папа Пий IX назначил его первым епископом новой епархии. На кафедру он взошёл 8 декабря 1850 года.
Вскоре после своего назначения, епископ заслужил всеобщее уважение у своей паствы. Он привлёк членов монашеских орденов и конгрегаций к социальному служению на территории новой епархии. Лично участвовал в строительстве церквей и церковно-общественных учреждений, выполняя столярные и каменотесные работы. Занимал активную гражданскую и пастырскую позицию, защищая интересы католиков от посягательств со стороны местных националистов.
С 1869 по 1870 год Ричард Винсент Уилан принимал участие в работе Первого Ватиканского собора. На соборе выступил против принятия догмата о папской непогрешимости, так, как считал подобное действие несвоевременным.
В 1874 году у епископа возникли серьёзные проблемы со здоровьем. Его положили в больницу святой Агнессы в Балтиморе, в штате Мэриленд. Здесь 7 июля того же года он умер от болезни печени. На время его смерти в епархии Уилинга действовали 48 церквей, 29 священников, 3 женских монашеских общины, 6 школ для девочек, школа для мальчиков, сиротский приют и больница.